# Rumunsko na Letních olympijských hrách 1968
Rumunsko se účastnilo Letní olympiády 1968 v Mexiku. Zastupovalo ho 82 sportovců (66 mužů a 16 žen) v 9 sportech.

## Medailisté
| Medaile | Jméno                                                                 | Sport             | Soutěž                            |
| ------- | --------------------------------------------------------------------- | ----------------- | --------------------------------- |
| Zlato   | Ivan Patzaichin Serghei Covaliov                                      | Kanoistika        | C-2 1 000 m                       |
| Zlato   | Lia Manoliuová                                                        | Atletika          | Ženy hod diskem                   |
| Zlato   | Viorica Viscopoleanuová                                               | Atletika          | Ženy skok daleký                  |
| Zlato   | Ionel Drâmbă                                                          | Šerm              | Muži fleret – jednotlivci         |
| Stříbro | Anton Calenic Haralambie Ivanov Dimitrie Ivanov Mihai Țurcaș          | Kanoistika        | K-4 1 000 m                       |
| Stříbro | Ion Monea                                                             | Box               | Muži váha polotěžká do 81 kg      |
| Stříbro | Ion Baciu                                                             | Zápas             | muži řecko-římský do 57 kg        |
| Stříbro | Ileana Silaiová                                                       | Atletika          | Ženy běh na 800 m                 |
| Stříbro | Mihaela Peneșová                                                      | Atletika          | Ženy hod oštěpem                  |
| Stříbro | Marcel Rosca                                                          | Sportovní střelba | Muži 25 metrů rychlopalná pistole |
| Bronz   | Calistrat Cuțov                                                       | Box               | Muži lehká váha do 60 kg          |
| Bronz   | Ana Pascuová Olga Szabóová-Orbánová Katalin Jencsiková Maria Vicolová | Šerm              | Družstvo žen fleret               |
| Bronz   | Viorica Dumitru                                                       | Kanoistika        | K-1 500 m                         |
| Bronz   | Simion Popescu                                                        | Zápas             | muži řecko-římský do 63 kg        |
| Bronz   | Nicolae Martinescu                                                    | Zápas             | muži řecko-římský do 97 kg        |